# Фінал Кубка Стенлі 2022

Логотип фіналу

Фінал Кубка Стенлі 2022 (англ. Stanley Cup Finals) — 129-й загалом фінал Кубка Стенлі та сезону 2021–2022 у НХЛ між «Колорадо Аваланч» та «Тампа-Бей Лайтнінг».
Втретє Кубок Стенлі здобув клуб «Колорадо Аваланч».

## Арени
| Тампа-Бей Лайтнінг | Амалі-арена Пепсі-центрclass=notpageimage\| Арени фіналу Кубка Стенлі 2022 | Колорадо Аваланч  |
| Амалі-арена        | Амалі-арена Пепсі-центрclass=notpageimage\| Арени фіналу Кубка Стенлі 2022 | Пепсі-центр       |
| Місткість: 19 092  | Амалі-арена Пепсі-центрclass=notpageimage\| Арени фіналу Кубка Стенлі 2022 | Місткість: 18 007 |
|                    | Амалі-арена Пепсі-центрclass=notpageimage\| Арени фіналу Кубка Стенлі 2022 |                   |

## Шлях до фіналу
| Західна конференція |          |                   |                   |                                        |
| Стадія              | Суперник | Суперник          | Загальний рахунок | Результати матчів                      |
| Перший раунд        | П1       | Нашвілл Предаторс | 4 : 0             | 7:2, 2:1 (OT), 7:3, 5:3                |
| Другий раунд        | П3       | Сент-Луїс Блюз    | 4 : 2             | 3:2 (ОТ), 1:4, 5:2, 6:3, 4:5 (ОТ), 3:2 |
| Півфінал            | 1        | Едмонтон Ойлерз   | 4 : 0             | 8:6, 4:0, 4:2, 6:5 (ОТ)                |

| Східна конференція |          |                    |                   |                                        |
| Стадія             | Суперник | Суперник           | Загальний рахунок | Результати матчів                      |
| Перший раунд       | Ц2       | Торонто Мейпл Ліфс | 4 : 3             | 0:5, 5:3, 2:5, 7:3, 3:4, 4:3 (ОТ), 2:1 |
| Другий раунд       | Ц1       | Флорида Пантерс    | 4 : 0             | 4:1, 2:1, 5:1, 2:0                     |
| Півфінал           | 6        | Нью-Йорк Рейнджерс | 4 : 2             | 2:6, 2:3, 3:2, 4:1, 3:1, 2:1           |

## Серія
| 15 червня 2022 20:00 | Колорадо Аваланч | 4 : 3 (ОТ) (3:1, 0:2, 0:0, 1:0) | Тампа-Бей Лайтнінг | Пепсі-центр, Денвер Глядачів: 17 778 |

| Протокол                                                               | Протокол                    | Протокол                                   | Протокол            | Протокол                            |
| ---------------------------------------------------------------------- | --------------------------- | ------------------------------------------ | ------------------- | ----------------------------------- |
|                                                                        | Дарсі Кемпер                | Голкіпери                                  | Андрій Василевський | Арбітри: Горд Дваєр Келлі Сазерленд |
| Ландескуг — 07:47 Нічушкін — 09:23 Лехконен — 17:31 Бураковскі — 61:23 | 1:0 2:0 2:1 3:1 3:2 3:3 4:3 | 12:26 — Пол 32:51 — Палат 33:39 — Сергачов |                     | Арбітри: Горд Дваєр Келлі Сазерленд |
| 8 хв.                                                                  | Вилучення                   | 8 хв.                                      |                     | Арбітри: Горд Дваєр Келлі Сазерленд |
| 38                                                                     | Кидки                       | 23                                         |                     | Арбітри: Горд Дваєр Келлі Сазерленд |

| 18 червня 2022 20:00 | Колорадо Аваланч | 7 : 0 (3:0, 2:0, 2:0) | Тампа-Бей Лайтнінг | Пепсі-центр, Денвер Глядачів: 17 849 |

| Протокол | Протокол                    | Протокол  | Протокол            | Протокол                      |
| --- | --------------------------- | --------- | ------------------- | ----------------------------- |
| | Дарсі Кемпер                | Голкіпери | Андрій Василевський | Арбітри: Вес Макколі Жан Ебер |
| Нічушкін — 02:54 Менсон — 07:55 Бураковскі — 13:52 Нічушкін — 24:51 Гелм — 36:26 Макар — 42:04 Макар — 49:49 | 1:0 2:0 3:0 4:0 5:0 6:0 7:0 |           |                     | Арбітри: Вес Макколі Жан Ебер |
| 26 хв. | Вилучення                   | 28 хв.    |                     | Арбітри: Вес Макколі Жан Ебер |
| 30 | Кидки                       | 16        |                     | Арбітри: Вес Макколі Жан Ебер |

| 20 червня 2022 20:00 | Тампа-Бей Лайтнінг | 6 : 2 (2:1, 4:1, 0:0) | Колорадо Аваланч | Амалі-арена, Тампа Глядачів: 19 092 |

| Протокол                                                                              | Протокол                        | Протокол                            | Протокол                    | Протокол                      |
| ------------------------------------------------------------------------------------- | ------------------------------- | ----------------------------------- | --------------------------- | ----------------------------- |
|                                                                                       | Андрій Василевський             | Голкіпери                           | Дарсі Кемпер Павел Францоуз | Арбітри: Горд Дваєр Кріс Руні |
| Чіреллі — 13:03 Палат — 14:54 Пол — 21:26 Стемкос — 27:52 Марун — 31:15 Перрі — 34:58 | 0:1 1:1 2:1 3:1 3:2 4:2 5:2 6:2 | 08:19 — Ландескуг 24:43 — Ландескуг |                             | Арбітри: Горд Дваєр Кріс Руні |
| 27 хв.                                                                                | Вилучення                       | 31 хв.                              |                             | Арбітри: Горд Дваєр Кріс Руні |
| 33                                                                                    | Кидки                           | 39                                  |                             | Арбітри: Горд Дваєр Кріс Руні |

| 22 червня 2022 20:00 | Тампа-Бей Лайтнінг | 2 : 3 (ОТ) (1:0, 1:1, 0:1, 0:1) | Колорадо Аваланч | Амалі-арена, Тампа Глядачів: 19 092 |

| Протокол                       | Протокол            | Протокол                                         | Протокол     | Протокол                             |
| ------------------------------ | ------------------- | ------------------------------------------------ | ------------ | ------------------------------------ |
|                                | Андрій Василевський | Голкіпери                                        | Дарсі Кемпер | Арбітри: Вес Макколі Келлі Сазерленд |
| Чіреллі — 00:36 Гедман — 30:42 | 1:0 1:1 2:1 2:2 2:3 | 25:17 — Мак-Кіннон 42:53 — Кольяно 72:02 — Кадрі |              | Арбітри: Вес Макколі Келлі Сазерленд |
| 4 хв.                          | Вилучення           | 4 хв.                                            |              | Арбітри: Вес Макколі Келлі Сазерленд |
| 39                             | Кидки               | 37                                               |              | Арбітри: Вес Макколі Келлі Сазерленд |

| 24 червня 2022 20:00 | Колорадо Аваланч | 2 : 3 (0:1, 1:1, 1:1) | Тампа-Бей Лайтнінг | Пепсі-центр, Денвер Глядачів: 18 015 |

| Протокол                       | Протокол            | Протокол                                    | Протокол            | Протокол                    |
| ------------------------------ | ------------------- | ------------------------------------------- | ------------------- | --------------------------- |
|                                | Дарсі Кемпер        | Голкіпери                                   | Андрій Василевський | Арбітри: Жан Ебер Кріс Руні |
| Нічушкін — 25:07 Макар — 42:31 | 0:1 1:1 1:2 2:2 2:3 | 15:23 — Рутта 28:10 — Кучеров 53:38 — Палат |                     | Арбітри: Жан Ебер Кріс Руні |
| 10 хв.                         | Вилучення           | 6 хв.                                       |                     | Арбітри: Жан Ебер Кріс Руні |
| 37                             | Кидки               | 29                                          |                     | Арбітри: Жан Ебер Кріс Руні |

| 26 червня 2022 20:00 | Тампа-Бей Лайтнінг | 1 : 2 (1:0, 0:2, 0:0) | Колорадо Аваланч | Амалі-арена, Тампа Глядачів: 19 092 |

| Протокол        | Протокол            | Протокол                            | Протокол     | Протокол                            |
| --------------- | ------------------- | ----------------------------------- | ------------ | ----------------------------------- |
|                 | Андрій Василевський | Голкіпери                           | Дарсі Кемпер | Арбітри: Горд Дваєр Келлі Сазерленд |
| Стемкос — 03:48 | 1:0 1:1 1:2         | 21:54 — Мак-Кіннон 32:28 — Лехконен |              | Арбітри: Горд Дваєр Келлі Сазерленд |
| 2 хв.           | Вилучення           | 2 хв.                               |              | Арбітри: Горд Дваєр Келлі Сазерленд |
| 23              | Кидки               | 30                                  |              | Арбітри: Горд Дваєр Келлі Сазерленд |

| Володар Кубка Стенлі 2022     |
| ----------------------------- |
| Колорадо Аваланч третій титул |